# Důl Jan (Libušín)
Důl Jan byl vyhlouben v letech 1885 až 1887 Mirošovským kamenouhelným těžařstvem a sloužil k těžbě černého uhlí. Byl založen jako dvě samostatné jámy Jan I a Jan II vzdálené od sebe padesát pět metrů, na vrstevnici svahu v severovýchodní části města Libušín. Důl byl pojmenovaný po řediteli těžařstva Janu Fitzovi.

## Těžba
Důl Jan I byl vyhlouben do hloubky 496,02 metrů, jeho kruhová těžní jáma o průměru 4,3 m byla vyzděna pálenou cihlou. Důl Jan II byl vyhlouben do hloubky 502,53 metrů a měl také kruhovou jámu o průměru 4,3 m, síla cihlových stěn byla 60 cm. V areál dolu byly dvě rovnoběžné řady s dvojicemi těžních budov a strojoven, na něž kolmo navazoval přízemní objekt správní budovy a cechovny s věžičkou.
Každá jáma měla vlastní těžní a vodotěžní parní stroj o výkonu 300 koňských sil. Těžní věž byla novorenesanční třípatrová zděná budova. Širší strana byla tvořena třemi okenními osami, užší strana byla dvouosá. Přízemí byla z tesaných pískovcových kvádrů. Ve štítě byl hornický znak s kladívky. Budovy byly členěny průběžnou bosáží, frontony a pohledově celkovou geometrii podtrhoval jednotný sklon sedlových střech. Do zděné těžní budovy Jan I byla vestavěna ocelová příhradová konstrukce. Opěrní patky těžní věže jsou zachovány (2017). Areál s těžními budovami byly zapsány v Ústředním seznamu kulturních památek ČR. Po zřícení budov Jan I v roce 1967 a Jan II v roce 1982 byla památková ochrana zrušena v roce 1986.
Důl těžil uhelnou sloj o mocnosti 6,8 metrů z hloubky 477 metrů. Těžba byla zahájena v roce 1887 po dostavbě výdušné jámy Jan II. Od roku 1905 důl přešel do vlastnictví Pražské železářské společnosti (PŽS). Těžba byla prováděna v obtížných podmínkách. Provázely ji velké přítoky vod, silné tlaky a nestabilní nadloží, časté ohně a zápary. V roce 1924 proběhl důlní otřes, při kterém zahynulo pět horníků. PŽS proto rozhodla o uzavření dolu k 29. září 1924 Vlastní těžba byla ukončena roku 1925. V roce 1930 byla zahájena otvírka jižní části Západního pole dolu Jan s výhledem vydobýt zbývající zásoby. V roce 1933 (závěr června) byl dokončen 1,1 km dlouhý překop z dolu Max a od 1. října 1933 byl důl Jan přiřazen k dolu Max. Od roku 1938 do roku 1946 byly těženy zbytkové zásoby a především ohradníky dolu Jan. Těžba byla ukončena 18. listopadu 1975 a byly zahájeny likvidace jámy Jan I a objektů. Jáma Jan II byla jámou vodní a čerpala vodu až do roku 1927. V roce 1956 byla nově vystrojena jako jáma výdušní a fungovala až do roku 1976.
Budova současné radnice byla součástí dolu. Mezi budovou dnešní radnice a areálem stavební firmy Ullmann se nacházel kalový rybník Šmanťák.[zdroj?]

## Uzavření dolu
V letech 1934 až 1975 sloužil důl jako větrná jáma dolu Schöller. Některé provozní objekty byly demolovány, šachetní budova Jan II měla být zachována. V roce 1982 došlo k poklesu okolního terénu, který zapříčinil zřícení šachetní budovy. Nové uzavření jam bylo provedeno v roce 2000, vybudováním železobetonových povalů.
Objekty strojoven těžních strojů a správní budovy byly upraveny na obytné účely. Na místě zrušeného dolu vznikla městská čtvrť Janovka. Od městské čtvrti Korej je oddělena výsypkou z vyvážené hlušiny a popela z dolu Jan přes most nad silnicí z Libušína do Vinařic.[zdroj?] Výsypka o rozloze asi 10ha a objemu jednoho milionu kubických metrů je rozdělena na tři části. Kopulovitá část v jihozápadní straně na ploše 3 ha má objem 0,4 milionů m³, na severozápadní straně je rohlíkovitá část na ploše 3,5 ha a objemu 0,25 milionů m³. Severovýchodní kosodélníková část je na ploše 3,5 hao objemu 0,35 milionů m³. Odval je složen ze svrchnokarbonských hornin převážně z prachovců, jílovců písčitých prachovců. Odval je zalesněný s výskytem 31 druhů ptáků a 12 druhů motýlů.